# Georgi Čerkelov
Georgi Čerkelov (in bulgaro Георги Черкелов?; Haskovo, 25 giugno 1930 – Sofia, 19 febbraio 2012) è stato un attore bulgaro.
Ha interpretato il ruolo di Paolo Sarpi nel film Galileo (1969) di Liliana Cavani.